# ستيفانوفيكيون (ماغنيسيا)
ستيفانوفيكيون (Στεφανοβίκειον) هي مدينة في ماغنيسيا في مقاطعة فوريا إلادا في اليونان.